# Lissycasey

Lissycasey (en irlandais : Lios Uí Chathasaigh, fort circulaire des Caseys) est un village dans le comté de Clare, en Irlande.

## Géographie
Le village représente la moitié de la paroisse de Clondegad-Kilchrist.
Il chevauche la route N68 qui va d' Ennis à Kilrush sur environ 3,5 km. Le territoire s'étend d'est en ouest de Caherea à Crown et du nord au sud de Frure North à Cloncolman.
Lissycasey a été champion de football gaélique du comté de Clare en 2007 et a remporté la Coupe Cusack cette année-là.
La paroisse catholique romaine de Ballynacally (Clondegad) englobe Ballynacally, Lissycasey et Ballycorick et fait partie du diocèse catholique romain de Killaloe.

## L'épée d'O'Neill
En 1881, des publications étrangères ont rapporté que deux terrassiers creusant un fossé près de Lissycasey ont découvert un coffre avec un fermoir en fer sur lequel se trouvait une grande épée gravée du nom  O'Neill . Ils ont supposé qu'il s'agissait d'un cercueil et ont signalé la découverte à la police. La boîte a été ouverte par la police : elle était pleine de pièces d'or anciennes,,.